# Medley (âm nhạc)
Trong âm nhạc, medley là một đoạn nhạc được sáng tác từ các phần của các bản nhạc khác được chơi lần lượt, đôi khi chồng chéo lên nhau. Chúng phổ biến trong âm nhạc đại chúng, và hầu hết medley là bài hát chứ không phải là bản nhạc trình diễn bằng nhạc khí. Một phiên bản hát lại kết hợp các yếu tố của nhiều bài hát có sẵn là một cover medley.
Medley là hình thức mở màn phổ biến nhất cho các tác phẩm sân khấu âm nhạc.
Trong âm nhạc Latinh, các bản medley được gọi là potpourrí hoặc mosaico; sau này được phổ biến bởi các nghệ sĩ như Roberto Faz và Billo Frómeta, và phổ biến ở các dòng nhạc như bolero, guaracha, merengue hoặc conga.